# Campionato ungherese maschile di pallanuoto
Il campionato ungherese maschile di pallanuoto è l'insieme dei tornei pallanuotistici maschili nazionali per squadre di club istituiti dalla Magyar Vízilabda Szövetség (MVS), la Federazione pallanuoto ungherese.
Il campionato si disputa annualmente dal 1904 assegnando il titolo di Campione d'Ungheria ed è strutturato su tre livelli nazionali.
Dal 2009 al 2011 i migliori sei club del campionato hanno disputato l'Euro Interliga insieme a due club serbi, un club rumeno e uno slovacco.

## Struttura dei campionati

### OB I
L'Országos Bajnokság I (OB I) è la massima divisione del campionato ungherese. Viene disputato annualmente da 14 squadre. Si disputa inizialmente un girone all'italiana con andata e ritorno, successivamente le squadre vengono divise in tre gironi, uno per il titolo, uno per le coppe europee e uno per la retrocessione. Il torneo è sponsorizzato dalla Vodafone.

### OB I/B
L'Országos Bajnokság I/B (OB I/B) è la seconda divisione, è divisa in tre giorni e la prima classificata viene promossa in OB I.

### OB II
L'Országos Bajnokság II (OB II) è la terza divisione nazionale ed è divisa in 5 gironi.

## Albo d'oro
- 1904:  Balaton ÚE
- 1905:  Balaton ÚE (2)
- 1906:  Magyar ÚE
- 1907:  Magyar ÚE (2)
- 1908:  Magyar ÚE (3)
- 1909:  Magyar ÚE (4)
- 1910:  Ferencváros
- 1911:  Ferencváros (2)
- 1912:  Ferencváros (3)
- 1913:  Ferencváros (4)
- 1917:  Muegyetemi AC
- 1918:  Ferencváros (5)
- 1919:  Ferencváros (6)
- 1920:  Ferencváros (7)
- 1921:  Ferencváros (8)
- 1922:  Ferencváros (9)
- 1923:  III Kerületi
- 1924:  III Kerületi (2)
- 1925:  Ferencváros (10)
- 1926:  Ferencváros (11)
- 1927:  Ferencváros (12)
- 1928:  III Kerületi (3)
- 1929:  Magyar AC
- 1930:  Újpest
- 1931:  Újpest (2)
- 1932:  Újpest (3)
- 1933:  Újpest (4)
- 1934:  Újpest (5)
- 1935:  Újpest (6)
- 1936:  Újpest (7)
- 1937:  Újpest (8)
- 1938:  Újpest (9)
- 1939:  Újpest (10)
- 1940:  Budapesti SE
- 1941:  Újpest (11)
- 1942:  Újpest (12)
- 1943:  Magyar AC (2)
- 1944:  Ferencváros (13)
- 1945:  Újpest (13)
- 1946:  Újpest (14)
- 1947:  Vasas
- 1948:  Újpest (15)
- 1949:  Vasas (2)
- 1950:  Újpest (16)

- 1951:  Újpest (17)
- 1952:  Újpest (18)
- 1953:  Vasas (3)
- 1954:  Szolnok
- 1955:  Újpest (19)
- 1956:  Ferencváros (14)
- 1957:  Szolnok (2)
- 1958:  Szolnok (3)
- 1959:  Szolnok (4)
- 1960:  Újpest (20)
- 1961:  Szolnok (5)
- 1962:  Ferencváros (15)
- 1963:  Ferencváros (16)
- 1964:  Szolnok (6)
- 1965:  Ferencváros (17)
- 1966:  Vasutas
- 1967:  Újpest (21)
- 1968:  Ferencváros (18)
- 1969:  Orvosegyetem
- 1970:  Orvosegyetem (2)
- 1971:  Orvosegyetem (3)
- 1972:  Orvosegyetem (4)
- 1973:  Orvosegyetem (5)
- 1974:  Orvosegyetem (6)
- 1975:  Vasas (4)
- 1976:  Vasas (5)
- 1977:  Vasas (6)
- 1978:  Orvosegyetem (7)
- 1979:  Vasas (7)
- 1980:  Vasas (8)
- 1981:  Vasas (9)
- 1982:  Vasas (10)
- 1983:  Vasas (11)
- 1984:  Vasas (12)
- 1985:  Vasutas (2)
- 1986:  Újpest (22)
- 1987:  Vasutas (3)
- 1988:  Ferencváros (19)
- 1989:  Vasas (13)
- 1990:  Ferencváros (20)
- 1991:  Újpest (23)
- 1992:  Tungsram
- 1993:  Újpest (24)
- 1994:  Újpest (25)

- 1995:  Újpest (26)
- 1996:  Vasutas (4)
- 1997:  Vasutas (5)
- 1998:  Vasutas (6)
- 1999:  Vasutas (7)
- 2000:  Ferencváros (21)
- 2001:  Honvéd
- 2002:  Honvéd (2)
- 2003:  Honvéd (4)
- 2004:  Honvéd (5)
- 2005:  Honvéd (6)
- 2006:  Honvéd (7)
- 2007:  Vasas (14)
- 2008:  Vasas (15)
- 2009:  Vasas (16)
- 2010:  Vasas (17)
- 2011:  Eger
- 2012:  Vasas (18)
- 2013:  Eger (2)
- 2014:  Eger (3)
- 2015:  Szolnok (7)
- 2016:  Szolnok (8)
- 2017:  Szolnok (9)
- 2018:  Ferencváros (22)
- 2019:  Ferencváros (23)
- 2020: non assegnato a causa della pandemia di COVID-19
- 2021:  Szolnok (10)
- 2022:  Ferencváros (24)
- 2023:  Ferencváros (25)
- 2024:  Ferencváros (26)
- 2025:  Ferencváros (27)

### Vittorie
| Pos. | Squadra       | Vittorie |
| ---- | ------------- | -------- |
| 1    | Ferencváros   | 27       |
| 2    | Újpest        | 26       |
| 3    | Vasas         | 18       |
| 4    | Szolnok       | 10       |
| 5    | Orvosegyetem  | 7        |
| 5    | Vasutas       | 7        |
| 7    | Honvéd        | 6        |
| 8    | Magyar ÚE     | 4        |
| 9    | III Kerületi  | 3        |
| 9    | Eger          | 3        |
| 11   | Balaton ÚE    | 2        |
| 11   | Magyar AC     | 2        |
| 13   | Budapesti SE  | 1        |
| 13   | Muegyetemi AC | 1        |
| 13   | Tungsram      | 1        |